# Vite minime
Vite minime è un'antologia di venticinque racconti di Zhong Acheng. Composti per il mensile di Hong Kong Jiushi niandai-The nineties in un arco di tempo che va dal maggio del 1989 fino al giugno 1991; originariamente i testi, brevissimi, erano non più lunghi di una pagina e i rispettivi titoli rigorosamente costituiti da due caratteri . In Italia sono stati raccolti dalla casa editrice Theoria, che li ha pubblicati nel 1991 col titolo di Vite Minime.

## Elenco dei racconti
- Riabilitazione (Pingfan)
- Vento forte (Dafeng)
- Mania della pulizia (Jiepi)
- Fumo (Chuiyan)
- Opinione definitiva (Dinglun)
- Sedie (Yizi)
- Coscienza (Juewu)
- Incubi (Emeng)
- Chiacchiere (Liaotian)
- Una moglie e una concubina (Qiqie)
- Ricordo (Huiyi)
- Il passero (Xiaoque)
- Matrimonio (Jiehun)
- Odio (Chouhen)
- La tomba (Yinzhai)
- Il vestito all'occidentale (Xizhuang)
- La scommessa (Dadu)
- L'apparenza esterna delle cose (Sexiang)

## Edizioni
- Zhong Acheng, Vite minime, traduzione di Maria Rita Masci, Theoria, 1991,  p. 94, ISBN 88-241-0239-5.